# Gabriel Erkoreka
Gabriel Erkoreka Graña (Bilbao, 1969) es un compositor y pianista español de los siglos XX y XXI. Profesor de composición en Musikene.

## Biografía
Gabriel Erkoreka nació en Bilbao en 1969. Estudió con Juan Cordero y Carmelo Bernaola en el «Conservatorio Superior J.C. de Arriaga» y en la «Escuela Superior de Música J. Guridi» obteniendo premios de honor en Composición, Piano y Música de Cámara. En 1995 ingresa en la Royal Academy of Music de Londres donde realizó los estudios de postgrado de composición con Michael Finnissy obteniendo el Diploma de excelencia RAM (PGDip) y un máster con distinción por la Universidad de Londres. En 1998-1999 fue «Mosco Carner Fellow of Composition». Así también ha participado en varias masterclasses ofrecidas por Franco Donatoni, Brian Ferneyhough, Harrison Birtwistle y Luis de Pablo. 
Como pianista ha realizado conciertos como solista e intérprete de música de cámara en la Sociedad Filarmónica de Bilbao, en el Centro de Arte Reina Sofía de Madrid, en el Teatro Guridi de Vitoria, en el Duke's Hall y el Instituto Cervantes de Londres. En abril de 1998, hizo su debut con orquesta interpretando el Concierto en Sol de Ravel con la Orquesta Sinfónica de Bilbao. Es miembro fundador del Trío Bernaola y compositor asociado del grupo KANTAK.
En 2001 fue nombrado miembro asociado honorífico de la «Royal Academy of Music» (ARAM), donde impartió clases de orquestación. Asimismo, ha ofrecido conferencias en el «Festival de Música del Siglo XX» de Bilbao y en los «Encuentros con los Jóvenes Compositores» organizados por el CDMC en Madrid, en los Institutos Cervantes de Londres, Chicago y Mánchester, y en «Festival de Estoril». Actualmente es profesor de composición en Musikene-Conservatorio Superior de Música del País Vasco.
Erkoreka ha obtenido diversos premios por sus composiciones entre los que cabe destacar: el Primer Premio de la SGAE 1996; el Premio del Gobierno Vasco en 1999; el Josiah Parker Prize y otros premios en la Royal Academy of Music. En 2001 obtuvo el Premio de Roma, así como el Premio de Composición del INAEM y del Colegio de España en París. Ha sido elegido por RNE para participar en la Tribuna Internacional de Compositores de la Unesco, y para la 1998 Gaudeamus Music Week. Recientemente ha obtenido el Premio Reina Sofía de la Fundació Ferrer-Salat.

## Su música
Sus obras han sido interpretadas en la Biennale de Venecia 2004, la Musikverein de Viena; South Bank Centre, ICA, Spitalfields Festival y Wigmore Hall de Londres; en el ISCM World Music Days 1998 de Mánchester, el Muziekgebouw aan t’IJ de Ámsterdam; el Toru Takemitsu Festival en Tokio, Festival de Nuevas Músicas de Sídney; el Symphony Space de Nueva York, y en el Crown Hall de Chicago; el Festival ‘Aujourd’hui Musiques’ de Perpignan; en el Festival Internacional de Alicante, Auditorio Nacional de Música y el Teatro Monumental de Madrid; así como en otras ciudades como París, Roma,Berlín y Ciudad de México.
Su música ha sido grabada y retransmitida por radio en la RNE, BBC, RAI y la WDR de Colonia, y otras emisoras de Australia, Argentina y Holanda. Sus obras han sido editadas en CD por Stradivarius, Verso, la Fundación BBK-LIM Records, FNAC y por la Fundación Autor. Ha recibido encargos de diversas instituciones como el INAEM, SGAE, el Nieuw Ensemble de Ámsterdam, la Biennale für Neue Musik de Hannover, la Royal Academy of Music Symphony Orchestra, Orquesta Sinfónica de la Comunidad de Madrid, la Orquesta Sinfónica de Euskadi, la Quincena Musical de San Sebastián, Festival ENSEMS de Valencia, Quodlibet, el Ministerio de Cultura y el Museo Guggenheim de Bilbao en conmemoración de su décimo aniversario. Fue compositor en residencia de la Joven Orquesta Nacional de España (JONDE) en la temporada 2001-02.
Entre los intérpretes de sus obras destacan: el Nieuw Ensemble de Ámsterdam, Ensemble Nomad de Tokio, Birmingham Contemporary Music Group, Perspectives Ensemble NYC; Das Neue Ensemble-Hannover, ensemble Alternance; OrchestraUtopica, Trío Arbós, Neopercusión, Grupo LIM, Kantak, RAM Symphony Orchestra, Orquestas Sinfónicas de Bilbao y de Euskadi, la JONDE y la Orquesta Sinfónica de RTVE; directores como Emilio Pomarico, Jan-Latham Koenig, David Alan Miller, Adrian Leaper, Gilbert Varga, Jurjen Hempel, José Ramón Encinar, Juanjo Mena, Pedro Halffter y André de Ridder; y solistas tales como Jean-François Heisser, Pedro Carneiro, Ananda Sukarlan, Maribé Charrier, Iñaki Alberdi, Miguel Ituarte y Harrie Starreveld.

## Anexo: Catálogo de obras
| Año       | Obra | Tipo de Obra                | Estreno     | Estreno | Editorial  | Duración |
| --------- | --- | --------------------------- | ----------- | --- | ---------- | -------- |
| 1992      | Azules, para Mezzo-soprano y piano (Texto: J. R. Jiménez) | Música vocal (piano)        | 04/07/1995  | Wraysbury Festival (Londres); Jeannette Ager y Gabriel Erkoreka                                                   |            | 02:00    |
| 1993      | Serpiente, para piano | Música solista (piano)      | 12/11/1995  | Royal Academy of Music (Londres); Gabriel Erkoreka                                                                |            | 01:30    |
| 1993      | Mistik I, para cinta magnética | Música de cinta             | -           | - | -          | 06:00    |
| 1993      | Trío, para flauta, oboe y clarinete | Música de cámara            | -           | - | -          | 07:30    |
| 1994      | Nubes I, para piano | Música solista (piano)      | 27/05/1994  | Aula Magna, Escuela de Música J. Guridi (Vitoria); G. Erkoreka                                                    | OUP*       | 06:00    |
| 1994      | Río Asubio, para cinta magnética | Música de cinta             | 23/03/1995  | II Ciclo de Música del Siglo XX (Vitoria); Grupo Instrumental de la Escuela de Música J. Guridi, dir: Juanjo Mena | OUP        | 08:00    |
| 1994      | Krater, para Fl, Cl, Vl, Vc, Mba y Pno (Josiah Parker Prize (Royal Academy of Music, Londres)) | Música de cámara            | -           | - | -          | 08:15    |
| 1995      | Nubes II, para piano | Música solista (piano)      | 26/10/1998  | Centro de Arte Reina Sofía (Madrid); Einar Henning Smebye                                                         | OUP        | 06:00    |
| 1995      | Dipolo, para violonchelo y piano (Cuthbert Nunn Prize (RAM, Londres) y seleccionada por el SPNM en 1997) | Música de cámara            | 18/04/1996  | III Ciclo de Música del Sigo XX (Vitoria); François Manciero y Albert Nieto                                       | OUP        | 08:00    |
| 1995      | Canción y Danza, para orquesta sinfónica (Edward Hecht Prize) (RAM) | Música orquestal            | 11/11/1999  | Teatro Arriaga (Bilbao); Orquesta Sinfónica de Euskadi, dir: Jan Latham Koenig                                    | -          | 07:00    |
| 1996      | Los Tres Arcángeles, para arpa, guitarra y marimba (Battison Haynes Prize (RAM) y seleccionada por el SPNM en 1998) | Música instrumental         | 04/10/1997  | Bachzaal (Ámsterdam); Idske Bakker, Reinhold Westerheide y Ulrich Pohl                                            | -          | 10:00    |
| 1996      | Kantak, para piccolo solista, Fl, Ob(+c.ing), Cl (+clb), Perc, Pno (cel), Vl, Vc y Cb (Primer Premio SGAE 1996, seleccionada para la International Gaudeamus Music Week 1998, la Tribuna Internacional de Compositores de la UNESCO (París) y para el ISCM World Music Days 1998 (Mánchester)) | Música de cámara            | 16/12/1996  | Auditorio Nacional de Música (Madrid); Tomoka Mukai, Grupo Cámara XXI, dir: Pedro Halffter Caro                   | EMEC       | 09:30    |
| 1996      | Cuatro Diferencias, para órgano | Música solista (órgano)     | -           | - | OUP        | 10:00    |
| 1996      | Romance-Pavana, para flauta, viola y guitarra | Música de cámara            | 06/05/1998  | Fundación Juan March (Madrid); Synaulia Trío                                                                      | -          | 06:15    |
| 1997      | Eresi, para piccolo y cinta | Música de cinta             | 25/02 /1997 | Casa del Cordón (Vitoria); Pedro Basterra                                                                         | -          | 05:30    |
| 1997      | Ilargi, para viola | Música solista (viola)      | -           | - | -          | 07:00    |
| 1997      | Saturno, para clarinete (+clb) y violonchelo (Seleccionada por el SPNM en 1999) | Música de cámara            | 03/02/1998  | St. Cyprians Church (Londres); miembros del Trío Bernaola                                                         | OUP        | 09:00    |
| 1997      | Famara (rev.2000), para orquesta (Encargo del INAEM) | Música orquestal            | 13/02/1998  | Donatoni Festival en la Royal Academy of Music (Londres); RAM Symphony Orchestra, dir: André de Ridder            | OUP        | 13:00    |
| 1998      | Bizitza, para Mezo-soprano, Fl(+picc), Cl, Fg, Perc, Vl, Vc y Cb (Texto: Bernardo Atxaga) | Música vocal (instr.)       | 21/05/1998  | Musikaste (Rentería); Irina Shikina, Grupo Ostots, dir: R. Lazkano                                                | OUP        | 16:00    |
| 1999      | Cuatro Diferencias, para acordeón (Premio del Gobierno Vasco 1999) | Música solista (acordeón)   | 19/05/1999  | Musikaste (Rentería); Iñaki Alberdi                                                                               | OUP        | 10:00    |
| 1998-99   | Akorda, para acordeón solista, 2Perc, Arpa, Cuerdas (Encargo de la BOS, Subvencionada por el Dpto. de Cultura del Gobierno Vasco) | Música orquestal            | 13/05/1999  | Teatro Ayala (Bilbao); Iñaki Alberdi, Orquesta Sinfónica de Bilbao, dir: Juanjo Mena                              | OUP        | 16:00    |
| 1999      | Biribilketa, para clarinete, violonchelo y piano (Encargo de la Quincena Musical Donostiarra en el 70 aniversario de C. Bernaola) | Música de cámara            | 27/08/1999  | Auditorio Kursaal (San Sebastián); Trío Bernaola                                                                  | OUP        | 06:30    |
| 1999-2000 | Jukal, para guitarra solista, Ob (+c.ing), Cl (+clb), Fg, Perc, Arpa, Clave, Vla, Vc y Cb (Encargo del Nieuw Ensemble de Ámsterdam) | Música instrumental         | 11/04/2000  | Proms Paradiso (Ámsterdam); Alan Thomas, Nieuw Ensemble, dir: Jurjen Hempel                                       | OUP        | 12:00    |
| 2000      | Duduk I, para saxofón soprano (Subvencionada por el Dpto. de Cultura del Gobierno Vasco) | Música solista (saxofón)    | 20/11/2000  | Festival de Música del Siglo XX (Bilbao); Josetxo Silguero                                                        | OUP        | 08:30    |
| 2000      | Jaia, para piano (Encargo de la Quincena Musical Donostiarra) | Música solista (piano)      | 23/08/2000  | Salas del Kursaal (San Sebastián); Jean François Heisser                                                          | OUP        | 07:30    |
| 2000      | Duduk II, para cuarteto de saxofones | Música de cámara            | 08/10/2002  | Auditorio Nacional de Música; Sax-Ensemble de Madrid                                                              | OUP        | 08:00    |
| 2000      | Fantasía, para guitarra | Música solista (guitarra)   | 16/01/2001  | Dartington College of Arts; Alan Thomas                                                                           | OUP        | 07:30    |
| 2000      | Duduk III, para 2 oboes y corno inglés (Encargo del CDMC para Quodlibet, Universidad de Alcalá) | Música de cámara            | -           | - | Quodlibet  | 07:00    |
| 2000      | Dos Zortzikos, para piano | Música solista (piano)      | 21/11/2001  | Jornadas de Música Contemporánea (Vigo); Ananda Sukarlan                                                          | OUP        | 10:20    |
| 2001      | Izaro, para Fl (+picc), Cl, Vl, Vc, piano (Encargo de la Hannover Biennale für Neue Musik) | Música de cámara            | 09/06/2001  | Markuskirche (Hannover); Das Neue Ensemble                                                                        | OUP        | 12:00    |
| 2001      | Soinua, para acordeón y piano (Subvencionada por el Dpto. de Cultura del Gobierno Vasco) | Música de cámara            | 28/02/2002  | International Accordion Festival (Viena); Anaki                                                                   | OUP        | 08:00    |
| 2002      | Afrika, para marimba solista, 2Perc, Arpa, Cuerdas (Encargo de la Orquesta de la Comunidad de Madrid y SGAE) | Música orquestal            | 25/06/2002  | Auditorio Nacional de Música (Madrid); Pedro Carneiro, Orquesta de la Comunidad de Madrid, dir: Juanjo Mena       | OUP        | 16:00    |
| 2002      | Tenebrae, para 2Ob(II+c.ing), 2Fg(II+cfg), 2Perc, Arpa, 3Vl, 3Vc, Cb (Encargo de la JONDE) | Música instrumental         | 08/07/2003  | Auditorio de la Junta de Castilla y León (León); Miembros de la JONDE                                             | OUP        | 10:00    |
| 2002      | Duduk IV, para cuarteto de cuerda (Subvencionada por el Dpto. de Cultura del Gobierno Vasco) | Música de cámara            | -           | - | OUP        | 09:00    |
| 2003      | Rabel, para Fl, Cl, Vl, Vc (Encargo del Ministerio de Cultura) | Música de cámara            | 03/04/2003  | Crown Hall, Chicago (USA); Perspectives Ensemble                                                                  | OUP        | 12:00    |
| 2003      | Kin, para violonchelo y acordeón (Subvencionada por el Dpto. de Cultura del Gobierno Vasco) | Música de cámara            | 05/11/2003  | Festival BBK-Músicas Actuales, Museo Guggenheim (Bilbao); Iñaki Alberdi y David Apellániz                         | OUP        | 10:00    |
| 2003      | Aldakiak, para Vl, Vc y piano (Premio INAEM-Colegio de España en París 2001) | Música de cámara            | 02/10/2003  | Festival Internacional de Alicante; Trío Arbós                                                                    | OUP        | 13:00    |
| 2003      | Fauve, para cuarteto de percusión (Encargo de Neopercusión; Subvencionada por el Dpto. de Cultura del Gobierno Vasco) | Música de cámara            | 21/11/2003  | Auditorio del CNR de Perpignan; Neopercusión                                                                      | OUP        | 10:00    |
| 2004      | Kaila Kantuz, para piano | Música solista (piano)      | -           | - | -          | 01:30    |
| 2004      | Océano, para orquesta (Encargo de la Orquesta Sinfónica de Euskadi) | Música orquestal            | 04/10/2004  | Palacio Euskalduna, Bilbao, OSE, Dir: Gilbert Varga                                                               | OUP        | 14:00    |
| 2005      | Noche Serena, para soprano y octeto de violonchelos (Texto: Fray Luis de León) (Encargo del Cello Octet “Conjunto Ibérico”-Ámsterdam) | Música vocal (instr.)       | 26/08/2005  | Quincena Musical de San Sebastián; Pilar Jurado, Cello-Octet “Conjunto Ibérico”, Dir: Elías Arizcuren.            | OUP        | 15:00    |
| 2005      | Veni Creator, para coro, órgano y 2 perc. (Encargo de la DFB) | Música coral                | 02/04/2006  | Palacio Euskalduna; KUP Taldea, Kevin Bowyer y BOS percusión                                                      | -          | 25:00    |
| 2006      | Rondó, para Cl.Bajo, trío de cuerda y piano (Encargo de la Fundación BBK | Música de cámara            | 21/11/2006  | Festival BBK, Museo Guggenheim Bilbao; Grupo LIM                                                                  | OUP        | 10:00    |
| 2000      | Cielo Nocturno, para barítono y piano (Encargo del IVM) | Música vocal (piano)        | 19/05/2006  | Festival ENSEMS 2006 (Valencia); José Antonio López, Bertomeu Jaume                                               | Piles      | 06:00    |
| 2006      | Yidaki, para saxofón Barítono Solo (Encargo de Pablo Coello) | Música solista (saxofón)    | 15/11/2004  | Festival de Música Contemporánea (Vigo); Pablo Coello                                                             | OUP        | 10:00    |
| 2006      | Mistral, para shakuhachi (Subvencionada por el Dpto. de Cultura del Gobierno Vasco) | Música solista (shakuhachi) | 08/03/2007  | SOAS (Londres); Kiku Day                                                                                          | -          | 09:00    |
| 2007      | Fuegos, para orquesta (Premio Reina Sofía de Composición Musical) | Música orquestal            | 10/10/2008  | Teatro Monumental (Madrid); Orquesta de RTVE, dir: Adrian Leaper                                                  | Tritó      | 13:00    |
| 2007      | Haize-Orratz, para txistu y acordeón (Encargo de Berziztu) | Música de cámara            | 07/12/2007  | Iglesia de Sta. Susana de Durango (Bizkaia); Aitor Amilibia , José Antonio Hontoria                               | Silboberri | 09:00    |
| 2007      | Hamar, para Picc, Cl, Bajo, Tpt, Tbn, Vl, Vc y Perc (Encargo del Museo Guggenheim Bilbao para el 10.º aniversario) | Música instrumental         | 15/10/2007  | Museo Guggenheim, Bilbao; Ensemble Kuraia                                                                         | -          | 32:00    |
| 2008      | Muraiki, para flauta baja | Música solista (flauta)     | 24/08/2009  | Quincena Musical de San Sebastián; Mario Caroli                                                                   | Tritó      | 09:00    |
| 2008      | Hymni Sacri, para coro de cámara (a cappella) | Música coral                | 27/08/2011  | Quincena Musical de San Sebastián; EXAUDI, dir: James Weeks                                                       | Tritó      | 08:30    |
| 2009      | Trance, para orquesta de cámara (Encargo de New Paths in Music Festival, New York) | Música orquestal            | 05/06/2009  | Elebash Recital Hall, Graduate Center, New York; New Paths In Music Chamber Orchestra, dir: David Alan Miller     | Tritó      | 15:00    |
| 2009      | Mundaka, para piano solo (Encargo de FestClásica) | Música solista (piano)      | 28/11/2009  | Festival de Música Española de Cádiz; Juan Carlos Garvayo                                                         | Tritó      | 07:30    |
| 2009      | Tres Sonetos de Michelangelo, para contratenor y orquesta (Encargo de la BOS y de la Fundación Autor-AEOS | Música orquestal (vocal)    | 12/11/2009  | Palacio Euskalduna, Bilbao; Carlos Mena, Orquesta Sinfónica de Bilbao, Dir: Günter Neuhold                        | Tritó      | 22:30    |
| 2010      | Ertzak, para Fl, Cl, Perc, Vl, Va y Vc (Encargo del Grupo Enigma y el INAEM) | Música instrumental         | 20/04/2010  | Auditorio de Zaragoza; Grupo enigma, Dir: Juan José Olives                                                        | Tritó      | 11:00    |
| 2010      | Asklepios, para flauta, arpa y percusión (Encargo de MAYA) | Música de cámara            | 05/06/2010  | Judson Memorial Church; 55 Washington Square., New York; MAYA (Sato Moughalian, Jacqui Kerrod y John Hadfield     | Tritó      | 09:00    |
| 2010      | Kaiolan, para Fl, Cl, vl, Va, Vc y Pno (Encargo del PluralEnsemble y el INAEM) | Música instrumental         | 12/11/2010  | L'Auditori de Barcelona; PluralEnsemble, Dir: Fabián Panisello                                                    | Tritó      | 10:00    |
| 2011      | Pyrite, estudio para Vibráfono Solo,encargo de Miquel Bernat | Música para solista         | 12/11/2010  | | Tritó      | 09:00    |
| 2011      | Trío del Agua, Vl, Vc y Pno | Música de cámara            | 14/04/2012  | Sede de la Fundación BBVA; Bilbao; Trío Arbós                                                                     | Tritó      | 14:00    |
| 2012      | Dardarak, Cuarteto de Cuerda, encargo de la Quincena Musical Donostiarra | Música de cámara            | 01/09/2012  | Salas Polivalentes del Kursaal, San Sebastián; Cuarteto Arditti                                                   | Tritó      | 15:00    |
| 2012      | Ekaitza, Concierto para Violonchelo y Orquesta, Violonchelo solista, 2233-2231-3Perc, Arpa, Cuerdas: 12,10,8,6,4 Encargo de la Fundación Autor (convenio AEOS) y de la Orquesta Sinfónica de Euskadi en su 30.º aniversario                                                                    | Música orquestal            | 30/10/2012  | Auditorio Kursaal, San Sebastián; Asier Polo, OSE, Dir: Michal Nesterowicz                                        | Tritó      | 23:00    |
| 2013      | Tientos y Batallas, Cuarteto de Saxofones, Piano y Percusión, encargo del Centro Nacional de Difusión Musical (CNDM) | Música para Ensemble        | 04/03/2013  | Auditorio 400 del Museo Reina Sofía, Madrid; Grupo Sax-Ensemble, Dir: José Luis Temes                             | Tritó      | 14:      |
| 2013      | Ametsak, Picc, Cl-Bajo, Vl, Vc, Pno,encargo del PluralEnsemble (con ayuda del INAEM 2013) | Música para Ensemble        | 11/11/2013  | Sala Luis Galve, Zaragoza; PluralEnsemble, Dir: Fabián Panisello                                                  | Tritó      | 07:00    |
| 2014      | Orreaga, Fl(+Picc), Cl(+Cl-Bajo), Perc, Pno, Guit, Vl, Vc Encargo de la "Mikel Laboa - Katedra" | Música para Ensemble        | 19/10/2014  | Sala Club – Teatro Victoria Eugenia, San Sebastián, Ensemble Kuraia, Dir: Andrea Cazzaniga                        | Tritó      | 08:00    |
| 2014      | Boreal (Double II sobre Tempo di Borea de la Partita 1 de J.S. Bach), Violín Solo (Encargo de Roberto Alonso Trillo) | Música para solista         | 2014        | |            | 04:00    |
| 2015      | Zuhaitz, Concierto para Percusión Vasca y Orquesta 3 percusiones/voces solistas, 3333-4331-3Perc-Timp, Arpa, Cuerdas: 14,12,10,8,6 Encargo de la OCNE | Música orquestal            | 18/03/2016  | Auditorio Nacional, Madrid; Kalakan, ONE, Dir: Juanjo Mena                                                        | Tritó      | 22:00    |
| 2016      | Messa di Voce, para contratenor y acordeón | Música vocal                | 11/05/2017  | VII Ciclo de conciertos de Música Contemporánea, Fundación BBVA, Bilbao; Carlos Mena, Iñaki Alberdi.              | Tritó      | 06:40    |
| 2017      | Ballade No. 1 - Pierre Boulez in memoriam, para piano Solo (Encargo de la Fundación Juan March y Alfonso Gómez) | Música para solista         | 15/03/2017  | Fundación Juan March, Madrid                                                                                      | Tritó      | 08:00    |
| 2017      | Tramuntana, 2222-2200-2Perc, Cuerdas: 8,6,4,4,2 (opcional: 10,8,6,6,4, encargo de la Orquesta de Cadaqués y la Fundación SGAE (convenio AEOS), para la Final del XII Concurso de Dirección "Orquesta de Cadaqués"                                                                              | Música orquestal            | 18/12/2017  | L'Auditori, Barcelona; Orquesta de Cadaqués, Dir: Nuno Coelho y Felix Mildenberger                                | Tritó      | 10:00    |

(*)OUP = Oxford University Press.

## Premios y reconocimientos
- Premio Nacional de Música 2021 en la modalidad de composición.